# Crossopsora premnae
Crossopsora premnae är en svampart som först beskrevs av Petch, och fick sitt nu gällande namn av Syd. & P. Syd. 1919. Crossopsora premnae ingår i släktet Crossopsora och familjen Phakopsoraceae.   Inga underarter finns listade i Catalogue of Life.